# 이스트케임브리지셔

이스트케임브리지셔의 위치

이스트케임브리지셔(영어: East Cambridgeshire)는 잉글랜드 케임브리지셔주에 위치한 비도시 자치구로 중심 도시는 일리이며 인구는 86,685명(2014년 기준), 면적은 651.3km2이다.